# Ghauriana pecularia
Ghauriana pecularia är en insektsart som beskrevs av Thapa 1985. Ghauriana pecularia ingår i släktet Ghauriana och familjen dvärgstritar. Inga underarter finns listade i Catalogue of Life.